# De Kameleon Ontvoerd
De Kameleon Ontvoerd is een Nederlandse musical gebaseerd op de boekenreeks De Kameleon, bestaande uit een combinatie van film, muziek, toneel, zang en dans. Het idee ontstond na de succesvolle bioscoopfilms en zou zich afspelen na het eerste deel (De schippers van de Kameleon) vlak voor het tweede deel (Kameleon 2). Het uiteindelijke geschreven scenario was afkomstig van schrijver Tim Meeuws. De regisseurs waren Hans Scheepmaker en Winfred van Buren, die gesteund werden door Clara Rullman, die wekelijks met de acteurs stemoefeningen deed, en choreograaf Carla van Zanten, verantwoordelijk voor de verschillende choreografieën.

## Weetjes
Gedurende twee jaar toerde De Kameleon Ontvoerd door diverse steden in Nederland. Vanaf oktober 2004 tot en met mei 2005 en in de periode oktober 2005 tot en met januari 2006 werden er verschillende grote |theaters bezocht.
Er is geprobeerd zo veel mogelijk acteurs uit de films te contracteren voor dit nieuwe evenement, maar niet de hele cast keerde terug. Omdat voormalig Mem-vertolkster Dominique van Vliet eerder had getekend voor een rol in de ABBA-musical Mamma Mia!, moest zij bedanken. Na opties zoals Froukje de Both en Chiara Tissen, werd voor deze rol Babette van Veen aangetrokken, die net klaar was met de reeks voorstellingen van het toneelstuk over Aladdin, waarin zij prinses Jasmine speelde.
De tweeling Koen en Jos van der Donk kreeg invallers, omdat zij niet elke show konden spelen in verband met school. Hun 'dubbelgangers' waren Thomas en Maurits Kuiper, eveneens een eeneiige tweeling, die overigens eerder in 2002 al voor de eerste film auditie hadden gedaan.
Verschillende verwijzingen duiken in het stuk op. Zo is bijvoorbeeld de Gouden Koe een persiflage op de bestaande, jaarlijkse uitreiking van de filmprijs het Gouden Kalf, is de naam Jack Gaddèrie afgeleid van bekend RTV West-criticus Jac Goderie en is James Blond gebaseerd op James Bond 007.

## Verhaal
Het gala van de "Gouden Koe" is in volle gang, onder begeleiding van showballet en hun Zonneschijnband. Deze filmprijs is zojuist gewonnen door "De schippers van de Kameleon". Presentator Jack Gaddèrie roept vol trots alle acteurs, vanuit de limousine, via de rode loper op het podium. Maar als de tweeling Hielke en Sietse wordt aangekondigd, gaat het fout. Geen van beide jongens verschijnt, en gefrustreerd gaat Jack naar hen op zoek. Wanneer hij ze vindt achter in de kleedkamers, wordt duidelijk dat de bekende Kameleonboot zojuist vlak voor het theater is gestolen. Dit interesseert hem niets, maar zonder hun vaartuig weigeren de jongens het toneel op te gaan. Geïrriteerd probeert Jack niets aan de zaal te laten merken en het wordt allemaal nog een tikkeltje vervelender als een erg geobsedeerde meisjestweeling (die helemaal gek is van Hielke en Sietse) zich met de zaak gaat bemoeien. Dan ontdekt veldwachter Zwart een videoband van de bewakingscamera waarop te zien is hoe geheim agent James Blond, 's werelds bekendste spion uit Engeland, de Kameleon ontvoert en ermee vlucht richting Hoek van Holland. Wanneer Hielke en Sietse dit te weten komen, zetten zij meteen de achtervolging in om hem te stoppen. Ondertussen probeert Jack op allerlei manieren zijn show draaiende te houden, maar dit is gemakkelijker gezegd dan gedaan, want het publiek dreigt nu onrustig te worden. Veldwachter Zwart is afzonderlijk bezig met zijn eigen reddingsoperatie, ouders Mem en Heit Klinkhamer beginnen het allemaal een beetje zat te worden, Molenaar Dijkstra en zijn zoon Kees liggen voortdurend met elkaar overhoop, waardoor de sfeer om te snijden is.

## Acteurs
- Ron Boszhard = Jack Gaddèrie
- Babette van Veen = Mem Klinkhamer
- Steven de Jong = Heit Klinkhamer
- Rense Westra = Veldwachter Zwart
- Peter Groot Kormelink = Molenaar Dijkstra
- Arjen Rooseboom = Kees Dijkstra
- Maarten Spanjer = Gerben Zonderland
- Edward Koldewijn = James Blond
- Koen van der Donk = Hielke Klinkhamer
- Jos van der Donk = Sietse Klinkhamer
- Maurits Kuiper = Stand-In Hielke
- Thomas Kuiper = Stand-In Sietse
- Roos Kort = Ryanne
- Loes Kort = Dion
- Maxime van Boheemen = Stand-In Ryanne
- Tjarley van Boheemen = Stand-In Dion
- Marco Hulsebos = Muzikant (basgitaar)
- Robin Abma = Muzikant (gitaar)
- Ton Kerkhof = Muzikant (gitaar)
- Oscar Persijn = Muzikant (drums)
- Linda Sonnevelt = Danseres Showballet / Stem Beatrix
- Emilie Rozenga = Danseres Showballet
- Leonieke Moulijn = Danseres Showballet
- Frank Boelens = Technicus
- Wybe Bruinsma = Cameraman

## Creatives
- Hans Scheepmaker = Regie
- Arvid Buit = Lichtontwerp
- Jens Bouma = Video en beeld
- Chris Mertens = Geluidsontwerp
- Klaas de Jong, Sjoek Nutma, Arvid Buit = Uitvoerend producenten

## Soundtrack
De liedjes en muziek in de musical werden geschreven en gecomponeerd door Marco Hulsebos, Robin Abma, Ton Kerkhof, Henk Westbroek, René Meister, Peter Groot Kormelink, Arjen Niemeijer, Marian van Gog, Gert-Jan van den Ende en Guus Meeuwis, en uitgevoerd en gezongen door Marco Hulsebos, Robin Abma, Ton Kerkhof, Oscar Persijn, Ron Boszhard, Babette van Veen, Peter Groot Kormelink, Rense Westra, Steven de Jong, Arjen Rooseboom, Karlijn Kunnen en Mathias Eype. Er kwam een soundtrack op de markt, waarop deze elf stukken te beluisteren waren. Voor de overige achtergrondmuziek tijdens de filmfragmenten werd oud materiaal van componist Ronald Schilperoort opnieuw gebruikt.